# Gotlandsruss
Gotlandsrusset är en svensk hästras av ponnytyp med ursprung på Gotland. Gotlandsrusset, som även kan kallas skogsbagge, skogsruss eller russ, är en mycket gammal ras som har funnits på ön sedan järnåldern. Idag är det en populär ridponny för barn och populär inom ponnytrav, och på Lojsta hed lever fortfarande halvvilda russ i stora flockar. Den blir omkring 130 cm i mankhöjd och väger ca 200 till 300 kg.

## Historik
Gotlandsrusset är en mycket gammal hästras. Lämningar efter småvuxna hästar som tros vara russets förfäder har hittats på Stora Karlsö och har felaktigt daterats till yngre stenåldern/äldre bronsåldern (omkring 3 000 före Kristus). Med kol-14-datering har man upptäckt att fynden härstammar från järnåldern och gotlandsrussen har troligtvis sitt ursprung i de primitiva och numera utdöda tarpanerna. Gotlandsrusset visar stor likhet med de polska ponnyraserna Hucul och Konik som också hade sitt ursprung i tarpanen. Skulpturer som daterats till omkring 1000 före Kristus visar dem med ponnyer av samma typ som gotlandsrusset i sele.  
Så länge man känner till har russen levt i ett vilt eller halvvilt tillstånd i skogarna på Gotland, än idag med liten inblandning av människorna. Liksom andra hästraser som levt länge i det vilda har de blivit tåliga, lättfödda och friska. Först i och med införandet av laga skifte 1859, när russens betesmarker skulle skiftas och markägarna ville ha bort dem därifrån, hotades russets frihet och fortlevnad. Tack vare en handfull hjälpande medmänniskor kunde rasen dock räddas från utrotning.
En av dessa medmänniskor var Willy Wöhler, en godsägare på Klintebys, som under 1880-talet startade ett ponnystuteri. Han korsade några av sina russton med en hingst vid namn Khediven, som trots att han inte var ett russ, blev den första hästen att skrivas in i gotlandsrussens första stambok "Stambok för russ". En del menar att Khediven var en skimmelfärgad arab som introducerade färgen skimmel bland russen, medan andra menar att Khediven var en Knabstrup, som på så sätt införde den tigrerade prickiga färgen bland russen. Ungefär samtidigt använde man sig även av en av de mest inflytelserika hingstarna i aveln. Russet Olle 2 var en korsning mellan ett svenskfött russ och en persisk arab ("syrisk hingst"). Olle fick dock ingå i aveln och skrevs in som svart i stamboken, men han bör ha varit riktigt mörkt gulsvart, då gulanlaget och den numera ganska vanliga gulblacka färgen uppträdde i rasen först hos avkommorna till Olle 2. 
År 1896 hölls den första premieringen av russen på Gotland och mellan 1914 och 1919 höll man speciella premieringar på Lojsta hed, för att kunna inspektera de halvvilda russen. 1901 bildades de första stuterierna för gotlandsrusset, AB Gotlands Russtuteri, öster om Visby, och AB Gotlands Ponnystuteri i Busarve. Men då stuterierna inte samarbetade och stuteriet utanför Visby hade sämre tillgång till russen, avvecklades det stuteriet redan 1908 och enbart stuteriet utanför Busarve stod kvar. Dock avvecklades även detta stuteri 1912. De 72 hästarna köptes upp av löjtnant E. Bonthron, som fortsatte med aveln fram till 1922, men då återstod enbart sju russ. Ett av dem var en två år gammal hingst och de övriga sex unghästar. Alla sju hästarna skänktes bort till Gotlands läns hushållningssällskap, med villkoret att de skulle behålla stammen och försöka föda upp den. 
År 1943 gavs första volymen ut av "Stambok för russ", där man både hade skrivit ner stamtavlor och russens historia. Intresset ökade något för rasen och privata uppfödare tog sig an russet och försökte föda upp beståndet. En del russ skickades även till fastlandet i hopp om att beståndet kunde födas upp även där, bland annat fanns russ i Slottsskogen i Göteborg och Skansen i Stockholm. Dessa stammar skulle underlätta om man började få problem med inavel. Men 1940 fanns enbart nio verksamma avelshingstar kvar och stammarna hotades av antingen inavel eller utrotning. 
1951 löste man problemet genom att importera hingsten Reval General 106, en Welshponny, från England, som fick gå tre avelssäsonger på Lojsta hed, för att blanda ut stammen. Han blev far till en hingst som avelsgodkändes och 24 stambokförda ston. 1957 importerades även Criban Daniel 124, en mindre Welsh Mountainhingst, som dock aldrig gick på Lojsta hed, utan som användes på den privata aveln, och blev far till hela åtta godkända hingstar och 30 stamboksförda ston. Welshblodet hade dock så litet inflytande, att det idag är svårt att hitta i russen, och enbart 50 procent av dagens russ har welshblod i sig, och procentuellt är welshinslaget väldigt lågt. 
År 1961 fick russen även premieringsrättigheter på fastlandet, och intresset för rasen ökade drastiskt, och efterfrågan på avelsbedömda ston och hingstar sköt i höjden. 1975 betäcktes över 1 800 ston av 114 hingstar. Under 1990-talet fanns ca 6 000 russ, enbart på Gotland, och ännu flera exemplar globalt. Än idag strövar en liten flock bestående av cirka 50 gotlandsruss fritt på Lojsta hed, med så lite inblandning från människor som möjligt. Sedan 1984 är gotlandsrusset en av de inhemska husdjursraser, som skall skyddas från utrotning av Statens genbanksnämnd genom att enbart russ med högst två procent främmande blod tillåts. Stamboken är idag sluten för främmande blod i russen.
Russen går halvvilda på Lojsta hed än idag. Lojsta hed är cirka 600 hektar stort och uppdelat på tre stora hagar. Hingstarna släpps in hos de övriga hästarna i juni varje år, där de får gå tillsammans med flocken och para sig. Flocken drivs ihop i juli i samband med premieringen varje år, samt även i november då man ska skilja fölen från stona och frysmärka dem. Under vintern fodras hästarna med stödfoder, till exempel hö varannan dag. Detta är väldigt få hästar förunnat idag och ger en stark och härdig ponny.

## Egenskaper

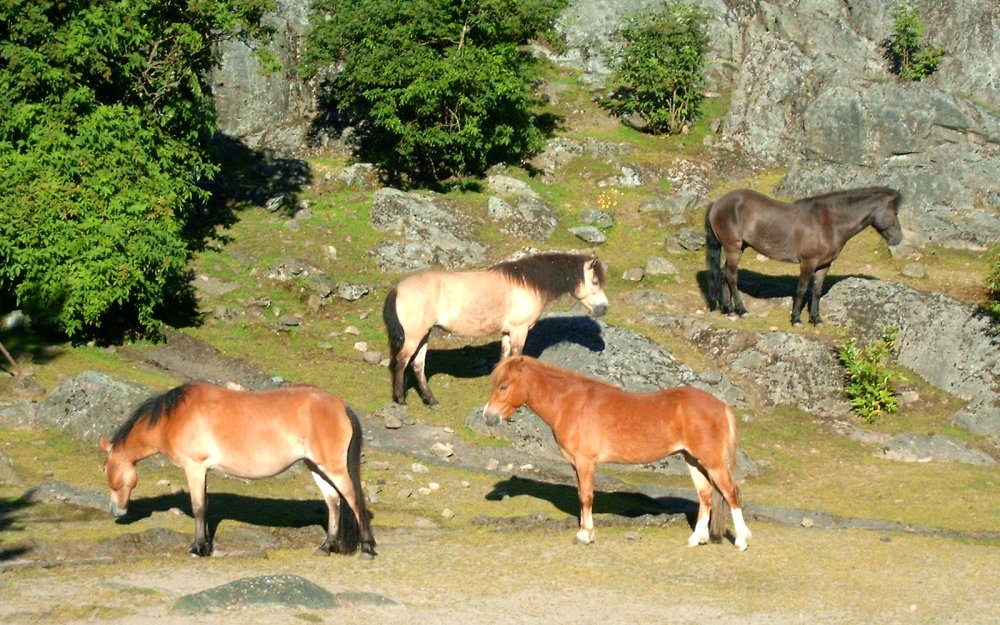
Gotlandsruss i Slottsskogen i Göteborg

För att kunna stambokföras som gotlandsruss skall hästen vara mellan 115 och 130 cm i mankhöjd. Idealhöjden är 123–126 cm. Alla färger är godkända utom dorsalskäckar och "dubbelgula" hästar (till exempel gulvit, pärlvit). Skimmel och blackfärgen finns inte i rasen och är inte heller tillåtna. I äldre stamböcker finns individer som är stamboksförda som skimlar, men dessa var allihop tigrerade.
Gotlandsrusset är en liten och ganska späd ponny, som trots detta är otroligt stark för sin mankhöjd och sin vikt. Halsen är ganska kort och fortsätter i en lång och rak rygg med ett sluttande kors och en markerad manke. Huvudet är fint skuret med typisk ponnykaraktär och med rak nosrygg och bred panna. Länderna och bakbenen kan ibland vara något svagt musklade och vara dåligt byggda men frambenen på russen är oftast förvånansvärt starka och välbyggda. Hovarna är mycket hårda. Bogen ska vara lång och välvinklad, vilket gör att Gotlandsrusset är så lämpad för trav. 
Gotlandsrusset är relativt lätthanterligt med ett stabilt temperament, vilket gjort rasen mycket populär som ridponny och den är idag väldigt vanlig på svenska ridskolor och bland unga ryttare. Russen är även snabba travare, och används inom travsporten i speciella ponnytravklasser. Russen brukar även ha bra anlag för hoppning trots de svaga länderna men oftast är galoppen väldigt svag hos rasen.

## Användning
Gotlandsrusset är precis som islandshästen stor häst i liten förpackning. Den har en stark rygg och kan bära även lite tyngre ryttare. Den hävdar sig bra inom hoppning, dressyr, fälttävlan, körning och framför allt inom ponnytrav och monté, där den är helt överlägsen för sin storlek med en snabb och energisk trav. Ponnytrav har funnits på Gotland sedan 1950-talet. Det finns också duktiga russ inom distansritt, westernridning och all slags nöjesridning och som körhästar. Många russ visas flitigt på utställningar. Russet är även mycket populärt bland ridskolor och som ridponnyer för unga ryttare.